# Kirinia roxelana
Kirinia roxelana (още и Pararge roxelana) е вид пеперуда от семейство Nymphalidae.
Разпространена е в Югоизточна Европа и Близкия Изток. В България видът има широко разпространение в почти цялата страна без най-северните части, като е типичен за дъбовите гори. Обитава територии от 0 до 1000 m надморска височина. Предпочита планински склонове, речни долини, горски покрайнини и поляни, и други горещи храсталачести и гористи места.
Пеперудата има бежови на цвят крила с оранжево издължено петно на предната двойка крила. Дължината на предната двойка е 29 – 31 mm.
Пеперудата Kirinia roxelana има по едно поколение годишно от юни до септември. Ларвите ѝ се хранят с различни видове тревна растителност. Видът има стабилни популации и не е застрашен.